# Liga Premier de Ucrania
La Liga Premier de Ucrania (en ucraniano: Українська Прем'єр-ліга, Ukraïnsʹka Prem'yer-liha) es la máxima competición entre clubes de fútbol en Ucrania. Fue fundada como la Liga Suprema en 1991, tras la escisión de la Vysshaya Liga soviética. En 2008, la Federación de Fútbol de Ucrania refundó la liga dotándola de mayor autonomía y cambió el nombre de la competición al actual. Dentro del fútbol europeo, es la octava mejor competición, según el ranking que desarrolla la UEFA desde 2008, y la 10.ª mejor liga del mundo. El partido entre los equipos FC Dinamo Kiev y FC Shakhtar Donetsk es considerado como el clásico nacional y disputan el llamado Derbi de Ucrania.
El Campeonato de Ucrania se encuentra, actualmente, en el puesto 8 del ranking UEFA basado en actuaciones en las competiciones europeas en los últimos cinco años.

## Calendario
Cada club se enfrenta dos veces (una vez en casa y otra fuera) con todos los rivales, en las 26 jornadas de liga. La liga comienza a mediados de julio y termina a mediados de junio. Después de la primera rueda, es decir, a mitad de campeonato, llega el descanso de invierno que dura tres meses (desde principios de diciembre a principios de marzo). Por lo que el invierno es considerablemente más largo que el intervalo entre temporadas.
La Liga Premier de Ucrania de 1992 fue excepcional, ya que duró solo medio año. Esto se debe a que la última temporada de la Liga Soviética terminó en el otoño de 1991, y la Federación de Fútbol de Ucrania decidió cambiar el calendario de las temporada de "primavera a otoño" para pasar a ser de "otoño a primavera". En la primera temporada, los 20 clubes fueron divididos en dos grupos de 10 equipos. En ambos grupos, cada club jugaba dos veces contra cada uno, y el campeonato se decidió por un play-off entre los ganadores de los grupos, en la que el SC Tavriya batió al FC Dinamo Kiev.
Tras la primera temporada, en cada una de las siguientes temporadas cada equipo se enfrentó dos veces a los demás de la liga. El número de equipos participantes fluctuó entre 14 y 18, hubo una estabilización de 16 equipos en las últimas temporadas, pero actualmente la liga contiene 14 equipos.
A partir de la temporada 2005-06, se presentó la regla de oro. Según la norma, si los dos primeros equipos obtienen el mismo número de puntos, el campeonato tiene que ser decidido por un adicional partido "de oro" entre los dos equipos. De hecho, en esa temporada el FC Shakhtar Donetsk y el FC Dinamo Kiev habían ganado el mismo número de puntos y el Shakhtar Donetsk se llevó el campeonato al ganar el partido de oro (2:1 en tiempo extra).

## Sistema de competición
Se creó en 1991, pero la primera edición de esta competición curiosamente se inició en fases de grupos. Había dos grupos de 10 equipos cada uno, y el sistema era de todos contra todos. Al final, los líderes de cada grupo se disputaban la corona.
Actualmente, juegan entre sí 14 clubes, con el sistema de todos contra todos: un partido en su campo y otro en el del rival, según el sorteo. El ganador final recibe el trofeo de campeón, y tiene derecho a disputar la próxima edición de la Liga de Campeones de la UEFA. El subcampeón también tiene una plaza reservada para el torneo, aunque debe jugar la tercera ronda preliminar. El tercer y cuarto lugar tienen un puesto en la próxima edición de la Liga Europea de la UEFA, junto con el campeón de copa. Si el campeón de la Copa de Ucrania accede a la Champions League, a la UEFA Europa League clasifica el subcampeón, dependiendo de su posición en la liga.
Los dos últimos clasificados descienden a la Persha Liha.

## Equipos participantes

### Temporada 2025-26
| Equipo                        | Presidente            | Entrenador                     | Capitán              | Proveedor   | Patrocinador principal (en la equipación) |
| ----------------------------- | --------------------- | ------------------------------ | -------------------- | ----------- | ----------------------------------------- |
| Dynamo Kyiv                   | Ihor Surkis           | Oleksandr Shovkovski           | Vitaliy Buyalskyi    | New Balance | A-Bank                                    |
| Epitsentr Kamianets-Podilskyi | Ivan Chernonoh        | Serhiy Nahornyak               | Andriy Bezhenar      | Macron      | Епіцентр                                  |
| Karpaty Lviv                  | Volodymyr Matkivskyi  | Vladyslav Lupashko             | Denys Miroshnichenko | Nike        | Lvivske                                   |
| Kolos Kovalivka               | Andriy Zasukha        | Ruslan Kostyshyn (interino)    | Valeriy Bondarenko   | Nike        | Vbet                                      |
| Kryvbas Kryvyi Rih            | Kostyantyn Karamanits | Patrick van Leeuwen            | Bandera de ?         | SKIDAN      | Rudomain                                  |
| FC Kudrivka                   | Roman Solodarenko     | Vasyl Baranov                  | Anton Yashkov        | Kelme       |                                           |
| LNZ Cherkasy                  | Viktor Kravchenko     | Vitaliy Ponomaryov             | Bandera de ?         | Macron      | Vbet                                      |
| Metalist 1925 Kharkiv         | Volodymyr Nosov       | Mladen Bartulović              | Maksym Imerekov      | Puma        | Whitebit                                  |
| Obolon Kyiv                   | Oleksandr Slobodian   | Oleksandr Antonenko (interino) | Nazariy Fedorivskyi  | Jako        | FavBet & Obolon                           |
| FC Oleksandriya               | Serhiy Kuzmenko       | Kyrylo Nesterenko              | Kyrylo Kovalets      | Nike        | AgroVista                                 |
| Polissya Zhytomyr             | Hennadiy Butkevych    | Ruslan Rotan                   | Ruslan Babenko       | Nike        | BGV Group                                 |
| SC Poltava                    | Serhiy Ivashchenko    | Volodymyr Sysenko              | Vladyslav Danylenko  | Joma        | КВП                                       |
| Rukh Lviv                     | Hryhoriy Kozlovskyi   | Ivan Fedyk                     | Marko Sapuha         | Kappa       | Emily Resort, Favbet, Auroom, Onur Group  |
| Shakhtar Donetsk (x)          | Rinat Akhmetov        | Arda Turan                     | Mykola Matviyenko    | Puma        | FavBet                                    |
| Veres Rivne                   | Ivan Nadieyin         | Oleh Shandruk                  | Bandera de ?         | Kelme       | Vbet                                      |
| Zorya Luhansk (x)             | Yevhen Heller         | Viktor Skrypnyk                | Pylyp Budkivskyi     | Puma        | GG.BET                                    |

- (x) "Estos equipos provienen de la zona en conflicto de la Guerra en el este de Ucrania y están jugando sus juegos en casa en diferentes ciudades".

## Historial
- Para campeones anteriores a 1992 véase Primera División de la Unión Soviética.

| Temporada | Campeón                                                | Subcampeón                                             | Tercero                                                | Máximo goleador                                        | Club                                                   | Goles                                                  |
| --------- | ------------------------------------------------------ | ------------------------------------------------------ | ------------------------------------------------------ | ------------------------------------------------------ | ------------------------------------------------------ | ------------------------------------------------------ |
| 1992      | Tavriya Simferopol (1)                                 | Dinamo Kiev                                            | Dnipro Dnipropetrovsk                                  | Yuri Gudimenko                                         | Tavriya Simferopol                                     | 12                                                     |
| 1992–93   | Dinamo Kiev (1)                                        | Dnipro Dnipropetrovsk                                  | Chernomorets Odesa                                     | Serhiy Gúsiev                                          | Chernomorets Odesa                                     | 17                                                     |
| 1993–94   | Dinamo Kiev (2)                                        | Shakhtar Donetsk                                       | Chernomorets Odesa                                     | Timerlan Guseinov                                      | Chernomorets Odesa                                     | 18                                                     |
| 1994–95   | Dinamo Kiev (3)                                        | Chernomorets Odesa                                     | Dnipro Dnipropetrovsk                                  | Arsén Avákov                                           | Torpedo Zaporizhya                                     | 21                                                     |
| 1995–96   | Dinamo Kiev (4)                                        | Chernomorets Odesa                                     | Dnipro Dnipropetrovsk                                  | Timerlan Guseinov                                      | Chernomorets Odesa                                     | 20                                                     |
| 1996–97   | Dinamo Kiev (5)                                        | Shakhtar Donetsk                                       | Vorskla Poltava                                        | Oleg Matvéyev                                          | Shakhtar Donetsk                                       | 21                                                     |
| 1997–98   | Dinamo Kiev (6)                                        | Shakhtar Donetsk                                       | Karpaty Lviv                                           | Serhiy Rebrov                                          | Dinamo Kiev                                            | 22                                                     |
| 1998–99   | Dinamo Kiev (7)                                        | Shakhtar Donetsk                                       | Kryvbas Kryvyi Rih                                     | Andriy Shevchenko                                      | Dinamo Kiev                                            | 18                                                     |
| 1999–00   | Dinamo Kiev (8)                                        | Shakhtar Donetsk                                       | Kryvbas Kryvyi Rih                                     | Maksim Shatskikh                                       | Dinamo Kiev                                            | 20                                                     |
| 2000–01   | Dinamo Kiev (9)                                        | Shakhtar Donetsk                                       | Dnipro Dnipropetrovsk                                  | Andriy Vorobei                                         | Shakhtar Donetsk                                       | 21                                                     |
| 2001–02   | Shakhtar Donetsk (1)                                   | Dinamo Kiev                                            | Metalurh Donetsk                                       | Serhiy Shischenko                                      | Metalurh Donetsk                                       | 12                                                     |
| 2002–03   | Dinamo Kiev (10)                                       | Shakhtar Donetsk                                       | Metalurh Donetsk                                       | Maksim Shatskikh                                       | Dinamo Kiev                                            | 22                                                     |
| 2003–04   | Dinamo Kiev (11)                                       | Shakhtar Donetsk                                       | Dnipro Dnipropetrovsk                                  | Georgi Demetradze                                      | Metalurh Donetsk                                       | 18                                                     |
| 2004–05   | Shakhtar Donetsk (2)                                   | Dinamo Kiev                                            | Metalurh Donetsk                                       | Oleksandr Kosyrin                                      | Chernomorets Odesa                                     | 14                                                     |
| 2005–06   | Shakhtar Donetsk (3)                                   | Dinamo Kiev                                            | Chernomorets Odesa                                     | Brandão Emmanuel Okoduwa                               | Shakhtar Donetsk Arsenal Kiev                          | 15                                                     |
| 2006–07   | Dinamo Kiev (12)                                       | Shakhtar Donetsk                                       | Metalist Járkov                                        | Oleksandr Gladki                                       | FC Járkov                                              | 13                                                     |
| 2007–08   | Shakhtar Donetsk (4)                                   | Dinamo Kiev                                            | Metalist Járkov                                        | Marko Dević                                            | Metalist Járkov                                        | 19                                                     |
| 2008–09   | Dinamo Kiev (13)                                       | Shakhtar Donetsk                                       | Metalist Járkov                                        | Oleksandr Kovpak                                       | Tavriya Simferopol                                     | 17                                                     |
| 2009–10   | Shakhtar Donetsk (5)                                   | Dinamo Kiev                                            | Metalist Járkov                                        | Artem Milevski                                         | Dinamo Kiev                                            | 17                                                     |
| 2010–11   | Shakhtar Donetsk (6)                                   | Dinamo Kiev                                            | Metalist Járkov                                        | Yevhen Selezniov                                       | Dnipro Dnipropetrovsk                                  | 17                                                     |
| 2011–12   | Shakhtar Donetsk (7)                                   | Dinamo Kiev                                            | Metalist Járkov                                        | Yevhen Selezniov Maicon Pereira                        | Shakhtar Donetsk Volyn Lutsk                           | 14                                                     |
| 2012–13   | Shakhtar Donetsk (8)                                   | Metalist Járkov                                        | Dinamo Kiev                                            | Henrij Mjitaryán                                       | Shakhtar Donetsk                                       | 25                                                     |
| 2013–14   | Shakhtar Donetsk (9)                                   | Dnipro Dnipropetrovsk                                  | Metalist Járkov                                        | Luiz Adriano                                           | Shakhtar Donetsk                                       | 20                                                     |
| 2014–15   | Dinamo Kiev (14)                                       | Shakhtar Donetsk                                       | Dnipro Dnipropetrovsk                                  | Alex Teixeira Eric Bicfalvi                            | Shakhtar Donetsk Volyn Lutsk                           | 17                                                     |
| 2015–16   | Dinamo Kiev (15)                                       | Shakhtar Donetsk                                       | Dnipro Dnipropetrovsk                                  | Alex Teixeira                                          | Shakhtar Donetsk                                       | 22                                                     |
| 2016–17   | Shakhtar Donetsk (10)                                  | Dinamo Kiev                                            | Zoryá Lugansk                                          | Andriy Yarmolenko                                      | Dinamo Kiev                                            | 15                                                     |
| 2017–18   | Shakhtar Donetsk (11)                                  | Dinamo Kiev                                            | Vorskla Poltava                                        | Facundo Ferreyra                                       | Shakhtar Donetsk                                       | 21                                                     |
| 2018–19   | Shakhtar Donetsk (12)                                  | Dinamo Kiev                                            | FC Oleksandria                                         | Júnior Moraes                                          | Shakhtar Donetsk                                       | 19                                                     |
| 2019–20   | Shakhtar Donetsk (13)                                  | Dinamo Kiev                                            | Zoryá Lugansk                                          | Júnior Moraes                                          | Shakhtar Donetsk                                       | 19                                                     |
| 2020–21   | Dinamo Kiev (16)                                       | Shakhtar Donetsk                                       | Zoryá Lugansk                                          | Vladyslav Kulach                                       | Vorskla Poltava                                        | 15                                                     |
| 2021–22   | Torneo cancelado debido a la Invasión rusa en Ucrania. | Torneo cancelado debido a la Invasión rusa en Ucrania. | Torneo cancelado debido a la Invasión rusa en Ucrania. | Torneo cancelado debido a la Invasión rusa en Ucrania. | Torneo cancelado debido a la Invasión rusa en Ucrania. | Torneo cancelado debido a la Invasión rusa en Ucrania. |
| 2022–23   | Shakhtar Donetsk (14)                                  | SC Dnipro-1                                            | Zoryá Lugansk                                          | Artem Dovbyk                                           | SC Dnipro-1                                            | 24                                                     |
| 2023–24   | Shakhtar Donetsk (15)                                  | Dinamo Kiev                                            | Kryvbas Kryvyi Rih                                     | Vladyslav Vanat                                        | Dinamo Kiev                                            | 14                                                     |
| 2024-25   | Dinamo Kiev (17)                                       | FC Oleksandria                                         | Shakhtar Donetsk                                       | Vladyslav Vanat                                        | Dinamo Kiev                                            | 17                                                     |

1. ↑  Se jugó un partido final entre los dos primeros clasificados de cada grupo: Tavriya Simferopol 1, Dinamo Kiev 0.

## Palmarés
| Club                       | Títulos | Subtítulos | Tercero | Años campeón                                                                                         |
| -------------------------- | ------- | ---------- | ------- | --- |
| FC Dinamo Kiev             | 17      | 13         | 1       | 1993, 1994, 1995, 1996, 1997, 1998, 1999, 2000, 2001, 2003, 2004, 2007, 2009, 2015, 2016, 2021, 2025 |
| FC Shakhtar Donetsk        | 15      | 13         | –       | 2002, 2005, 2006, 2008, 2010, 2011, 2012, 2013, 2014, 2017, 2018, 2019, 2020, 2023, 2024             |
| SC Tavriya Simferopol      | 1       | -          | -       | 1992                                                                                                 |
| FC Dnipro Dnipropetrovsk † | -       | 2          | 7       | -----                                                                                                |
| FC Chornomorets Odessa     | -       | 2          | 3       | -----                                                                                                |
| FC Metalist Járkov         | -       | 1          | 7       | -----                                                                                                |
| SC Dnipro-1                | -       | 1          | -       | -----                                                                                                |
| FC Zarya Lugansk           | -       | -          | 4       | -----                                                                                                |
| FC Metalurh Donetsk †      | -       | -          | 3       | -----                                                                                                |
| FC Kryvbas Kryvyi Rih      | -       | -          | 3       | -----                                                                                                |
| FC Vorskla Poltava         | -       | -          | 2       | -----                                                                                                |
| FC Karpaty Lviv            | -       | -          | 1       | -----                                                                                                |
| FC Oleksandria             | -       | 1          | 1       | -----                                                                                                |

† Equipo desaparecido.

## Estadísticas de jugadores
Serhiy Rebrov y Maksim Shatskikh tienen el récord de más goles convertidos en la Liga Premier de Ucrania con 123 anotaciones cada uno.
Desde la primera temporada de la Liga Premier de Ucrania en 1992, 22 jugadores diferentes han ganado o compartido el título de máximo goleador. Solo tres jugadores han ganado el título más de una vez, Timerlan Guseinov, Maksím Shatskij y Yevhen Selezniov. Henrij Mjitaryán tiene el récord de más goles en una temporada (25) y es el goleador más prolífico de una sola temporada con un promedio de 0,86 goles por partido, mientras que Serhiy Rebrov y Maksím Shatskij son los dos únicos jugadores en anotar al menos 20 goles en dos ocasiones.
El FC Dinamo Kiev y el FC Shakhtar Donetsk son los únicos equipos que han logrado superar la marca de 1000 goles en la Liga Premier de Ucrania. Lo lograron en la temporada 2006-07 y la temporada 2007-08, respectivamente.
| #                                                                                    | Jugador              | Partidos |
| ------------------------------------------------------------------------------------ | -------------------- | -------- |
| 1                                                                                    | Oleksandr Shovkovski | 426      |
| 2                                                                                    | Oleg Shelayev        | 412      |
| 3                                                                                    | Vyacheslav Checher   | 411      |
| 4                                                                                    | Oleksandr Chizhevski | 400      |
| 5                                                                                    | Oleksandr Horyainov  | 391      |
| 6                                                                                    | Ruslan Rotan         | 374      |
| 7                                                                                    | Serhiy Nazarenko     | 373      |
| 8                                                                                    | Serhiy Shischenko    | 363      |
| 9                                                                                    | Ruslán Kostyshin     | 359      |
| 10                                                                                   | Serhiy Zakarliuka    | 356      |
| Jugadores en negrita siguen jugando en la Liga Premier Datos al 29 de enero de 2019. |                      |          |

| #                                                                                      | Jugador           | Goles | Partidos |
| -------------------------------------------------------------------------------------- | ----------------- | ----- | -------- |
| 1                                                                                      | Maksim Shatskikh  | 123   | 341      |
| 2                                                                                      | Serhiy Rebrov     | 123   | 261      |
| 3                                                                                      | Yevhen Selezniov  | 111   | 230      |
| 4                                                                                      | Andriy Vorobei    | 105   | 315      |
| 5                                                                                      | Andriy Yarmolenko | 99    | 228      |
| 6                                                                                      | Oleksandr Gaidash | 95    | 258      |
| 7                                                                                      | Marko Dević       | 90    | 219      |
| 7                                                                                      | Serhiy Mizin      | 90    | 342      |
| 9                                                                                      | Timerlan Guseinov | 85    | 215      |
| 10                                                                                     | Oleksandr Kosyrin | 84    | 240      |
| 10                                                                                     | Oleksandr Hladkyy | 84    | 300      |
| Jugadores en negrita siguen jugando en la Liga Premier Datos al 14 de octubre de 2018. |                   |       |          |

## Entrenadores campeones de la Liga Premier de Ucrania
- Entrenadores con al menos dos títulos en la liga.

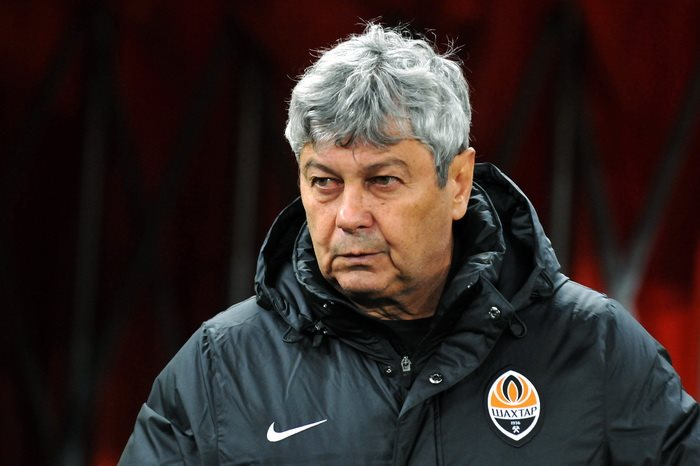
Mircea Lucescu, nueve títulos en la Liga Premier.

| Técnico               | Títulos | Años campeón                                         |
| --------------------- | ------- | ---------------------------------------------------- |
| Mircea Lucescu        | 9       | 2005, 2006, 2008, 2010, 2011, 2012, 2013, 2014, 2021 |
| Valeri Lobanovsky     | 5       | 1997, 1998, 1999, 2000, 2001                         |
| Paulo Fonseca         | 3       | 2017, 2018, 2019                                     |
| Alekséi Mijailichenko | 2       | 2003, 2004                                           |
| József Szabó (en)     | 2       | 1994, 1996                                           |
| Serhiy Rebrov         | 2       | 2015, 2016                                           |

## Clasificación histórica
- Tabla actualizada a la finalización de la temporada 2019-20 (29 campeonatos).
- Solo dos clubes el FC Dinamo Kiev y el FC Shakhtar Donetsk han disputado la totalidad de campeonatos.

| N.º | Club                            | Temp. | P.D. | P.G. | P.E. | P.P. | G.F. | G.C. | Dif. | Puntos |
| --- | ------------------------------- | ----- | ---- | ---- | ---- | ---- | ---- | ---- | ---- | ------ |
| 1.  | FC Dinamo Kiev                  | 29    | 862  | 628  | 145  | 89   | 1844 | 572  | 1272 | 2029   |
| 2.  | FC Shakhtar Donetsk             | 29    | 862  | 603  | 147  | 112  | 1827 | 635  | 1192 | 1956   |
| 3.  | FC Dnipro Dnipropetrovsk        | 26    | 765  | 379  | 199  | 187  | 1127 | 718  | 409  | 1336   |
| 4.  | FC Karpaty Lviv                 | 27    | 800  | 255  | 227  | 319  | 872  | 1003 | -131 | 992    |
| 5.  | FC Chernomorets Odesa           | 24    | 715  | 266  | 178  | 271  | 795  | 835  | -40  | 976    |
| 6.  | FC Vorskla Poltava              | 24    | 710  | 240  | 190  | 280  | 754  | 841  | -87  | 910    |
| 7.  | FC Metalist Járkov              | 20    | 573  | 254  | 144  | 175  | 755  | 664  | 91   | 906    |
| 8.  | SC Tavriya Simferopol           | 23    | 691  | 237  | 180  | 274  | 795  | 873  | -78  | 881    |
| 9.  | FC Metalurg Zaporizhia          | 24    | 702  | 206  | 173  | 323  | 699  | 949  | -250 | 791    |
| 10. | FC Kryvbas Kryvyi Rih           | 21    | 634  | 201  | 173  | 260  | 633  | 786  | -153 | 776    |
| 11. | FC Metalurh Donetsk             | 18    | 526  | 203  | 142  | 181  | 655  | 623  | 32   | 751    |
| 12. | FC Arsenal Kiev                 | 18    | 558  | 191  | 156  | 221  | 654  | 675  | -21  | 729    |
| 13. | FC Mariúpol                     | 20    | 592  | 188  | 143  | 261  | 665  | 845  | -180 | 707    |
| 14. | FC Zarya Lugansk                | 18    | 536  | 178  | 117  | 241  | 585  | 775  | -190 | 651    |
| 15. | FC Volyn Lutsk                  | 16    | 472  | 140  | 102  | 230  | 473  | 710  | -237 | 519    |
| 16. | PFC Nyva Ternópil               | 10    | 296  | 93   | 62   | 141  | 319  | 388  | -69  | 341    |
| 17. | FC Oleksandria                  | 8     | 240  | 74   | 72   | 94   | 262  | 320  | -58  | 294    |
| 18. | FC Zirka Kirovohrad             | 8     | 248  | 62   | 58   | 128  | 209  | 368  | -159 | 244    |
| 19. | FC Torpedo Zaporizhya           | 7     | 210  | 64   | 42   | 104  | 214  | 315  | -101 | 234    |
| 20. | FC Prykarpattia Ivano-Frankivsk | 7     | 206  | 55   | 52   | 99   | 215  | 315  | -100 | 217    |
| 21. | FC Kremin Kremenchuk            | 6     | 180  | 54   | 40   | 86   | 182  | 269  | -87  | 202    |
| 22. | FC Olimpik Donetsk              | 6     | 180  | 50   | 51   | 79   | 182  | 276  | -94  | 201    |
| 23. | FC Hoverla Uzhhorod             | 8     | 256  | 41   | 64   | 151  | 186  | 421  | -235 | 187    |
| 24. | FC Obolón Kiev                  | 6     | 180  | 44   | 44   | 92   | 153  | 253  | -100 | 176    |
| 25. | PFC Nyva Vinnytsia              | 5     | 150  | 42   | 32   | 76   | 140  | 213  | -73  | 158    |
| 26. | FC Veres Rivne                  | 4     | 130  | 34   | 39   | 57   | 117  | 171  | -54  | 141    |
| 27. | FC Járkov                       | 4     | 120  | 25   | 33   | 62   | 94   | 156  | -62  | 108    |
| 28. | MFC Mykolaiv                    | 4     | 116  | 26   | 23   | 67   | 100  | 208  | -108 | 101    |
| 29. | FC Desná Chernígov              | 2     | 64   | 29   | 10   | 25   | 94   | 74   | +20  | 97     |
| 30. | FC Stal Kamianske               | 3     | 90   | 24   | 24   | 42   | 72   | 106  | -34  | 96     |
| 31. | FC Temp Shepetivka              | 3     | 86   | 24   | 16   | 46   | 79   | 113  | -34  | 88     |
| 32. | FSC Bukovyna Chernivtsi         | 3     | 82   | 23   | 18   | 41   | 69   | 99   | -30  | 87     |
| 33. | FC Lviv                         | 3     | 94   | 19   | 27   | 48   | 74   | 136  | -62  | 84     |
| 34. | FC Stal Alchevsk                | 3     | 86   | 17   | 21   | 48   | 67   | 126  | -59  | 72     |
| 35. | FC Sevastopol                   | 2     | 58   | 17   | 11   | 30   | 58   | 91   | -33  | 62     |
| 36. | FC Borysfen Boryspil            | 2     | 60   | 14   | 19   | 27   | 40   | 60   | -20  | 61     |
| 37. | SC Dnipro-1                     | 1     | 32   | 15   | 4    | 13   | 42   | 42   | 0    | 49     |
| 38. | FC Naftovyk-Ukrnafta            | 2     | 48   | 11   | 11   | 26   | 30   | 66   | -36  | 44     |
| 39. | FC Kolos Kovalivka              | 1     | 32   | 10   | 2    | 20   | 33   | 59   | -26  | 32     |
| 40. | SC Odesa                        | 1     | 18   | 3    | 1    | 14   | 15   | 32   | -17  | 10     |